# Станимир Бакалов
Станимир Бакалов е български спортен журналист. Той е водещ на предаването Дискусионен клуб „Спорт“ по телевизия Евроком.

## Биография
Станимир Бакалов е завършил френска езикова гимназия. Висшето си образование завършва в УНСС, а по-късно и НСА. Започва кариерата си на спортен журналист в края на 1999 г., като до днес работи в Евроком. От 2000 до 2018 г. е водещ на предаването Ултраспорт. Паралелно от 2007 до 2015 г. е коментатор на мачовете от бразилското футболно първенство по същата телевизия. Съвместно с Мариела Йоцова е автор на филма „Катар – приказката“, посветен на футбола в страната.
От 2008 година преподава телевизионна журналистика и теория и практика на спортния коментар на студенти, специалност „спортна журналистика“ при НСА. От декември 2011 година Станимир Бакалов става редактор в предаването „Сделка или не“. Само няколко месеца по-късно спортният журналист вече е главен редактор на формата с водещ Румен Луканов. От март 2013 година Бакалов започва работа като редактор и в друго предаване Нова телевизия „Национална лотария“ с водещ Захари Бахаров. От 2015 г. е редактор в предаването „Семейни войни“.
През 2017 г. заедно с Иво Георгиев създават любителския футболен клуб „Ултраспорт Академия“.
От 2018 г. е водещ на предаването Дискусионен клуб „Седмиците“, което по-късно сменя името си на Дискусионен клуб „Спорт“.